# Puchar Narodów Pacyfiku 2023
Puchar Narodów Pacyfiku 2023 – szesnasta edycja corocznego turnieju organizowanego pod auspicjami World Rugby dla drużyn z regionu Pacyfiku. Turniej odbył się pomiędzy 22 lipca a 5 sierpnia 2023 roku i wzięły w nim udział cztery reprezentacje.
Z kompletem trzech bonusowych zwycięstw w turnieju triumfowała reprezentacja Fidżi.

## Informacje ogólne
Cztery uczestniczące zespoły rywalizowały systemem kołowym, a stawkę trzech wyspiarskich reprezentacji uzupełniła Japonia. Zwycięzca meczu zyskiwał cztery punkty, za remis przysługiwały dwa punkty, porażka nie była punktowana, a zdobycie przynajmniej czterech przyłożeń lub przegrana nie więcej niż siedmioma punktami premiowana była natomiast punktem bonusowym.

## Mecze
| 22 lipca 202315:00 | Fidżi | 36:20(26:15) | Tonga                                                                                  | Churchill Park, Lautoka Sędzia: Paul Williams |
| 22 lipca 202315:00 | karne przyłożenie – 7 Peni Matawalu 5 (P) Josua Tuisova 5 (P) Samuel Matavesi 5 (P) Waisea Nayacalevu 5 (P) Caleb Muntz 9 (3pd K) | 36:20(26:15) | Halaleva Fifita 5 (P) Siua Maile 5 (P) Kyren Taumoefolau 5 (P) Otumaka Mausia 5 (pd K) | Churchill Park, Lautoka Sędzia: Paul Williams |
| 22 lipca 202315:00 | Michael Leitch | 36:20(26:15) | Tanginoa Halaifonua                                                                    | Churchill Park, Lautoka Sędzia: Paul Williams |

| 22 lipca 202314:50 | Japonia                                      | 22:24(10:10) | Samoa                                                                                            | Sapporo Dome, Sapporo Sędzia: Mathieu Raynal |
| 22 lipca 202314:50 | Amato Fakatava 5 (P) Seungsin Lee 17 (pd 5K) | 22:24(10:10) | Tumua Manu 5 (P) Jonathan Taumateine 5 (P) Alamanda Motuga 5 (P) Christian Lealiʻifano 9 (3pd K) | Sapporo Dome, Sapporo Sędzia: Mathieu Raynal |
| 22 lipca 202314:50 | Taleni Junior Agaese Seu                     | 22:24(10:10) |                                                                                                  | Sapporo Dome, Sapporo Sędzia: Mathieu Raynal |

| 29 lipca 202315:00 | Samoa                                                            | 19:33(5:27) | Fidżi                                                                                           | Apia Park, Apia Sędzia: Angus Gardner |
| 29 lipca 202315:00 | Tumua Manu 5 (P) Christian Lealiʻifano 9 (P 2pd) Fritz Lee 5 (P) | 19:33(5:27) | Caleb Muntz 13 (2pd 3K) Iosefo Masi 5 (P) Tevita Ikanivere 10 (2P) Selesitino Ravutaumada 5 (P) | Apia Park, Apia Sędzia: Angus Gardner |

| 29 lipca 202319:30 | Japonia                                                                                                 | 21:16(13:5) | Tonga                                                       | Kintetsu Hanazono Rugby Stadium, Osaka Sędzia: Matthew Carley |
| 29 lipca 202319:30 | Amato Fakatava 5 (P) Seungsin Lee 3 (K) Semisi Masirewa 5 (P) Jone Naikabula 5 (P) Rikiya Matsuda 3 (K) | 21:16(13:5) | Sonatane Takulua 5 (P) Sam Moli 5 (P) William Havili 6 (2K) | Kintetsu Hanazono Rugby Stadium, Osaka Sędzia: Matthew Carley |

| 5 sierpnia 202315:00 | Samoa | 34:9(13:9) | Tonga                                      | Apia Park, Apia Sędzia: Angus Gardner |
| 5 sierpnia 202315:00 | Melani Matavao 5 (P) Miracle Faiilagi 5 (P) Duncan Paia'aua 5 (P) Sama Malolo 5 (P) Alai D'Angelo Leuila 14 (4pd 2K) | 34:9(13:9) | Otumaka Mausia 6 (2K) William Havili 3 (K) | Apia Park, Apia Sędzia: Angus Gardner |
| 5 sierpnia 202315:00 | Neria Fomai | 34:9(13:9) |                                            | Apia Park, Apia Sędzia: Angus Gardner |

| 5 sierpnia 202319:15 | Japonia | 12:35(0:21) | Fidżi                                      | Chichibunomiya Rugby Stadium, Tokio Sędzia: Matthew Carley |
| 5 sierpnia 202319:15 | Melani Matavao 5 (P) Miracle Faiilagi 5 (P) Duncan Paia'aua 5 (P) Sama Malolo 5 (P) Alai D'Angelo Leuila 14 (4pd 2K) | 12:35(0:21) | Otumaka Mausia 6 (2K) William Havili 3 (K) | Chichibunomiya Rugby Stadium, Tokio Sędzia: Matthew Carley |
| 5 sierpnia 202319:15 | Pieter Labuschagne                                                                                                   | 12:35(0:21) | Sireli Maqala                              | Chichibunomiya Rugby Stadium, Tokio Sędzia: Matthew Carley |